# Symplocarpus egorovii
Symplocarpus egorovii là một loài thực vật có hoa trong họ Ráy (Araceae). Loài này được N.S.Pavlova & V.A.Nechaev mô tả khoa học đầu tiên năm 2005.